# Шериф Хойт
Чарльз «Чарли» Хьюитт-Младший (англ. Charles «Charlie» Hewitt, Jr.), также известный как шериф Уинстон Хойт (англ. Sheriff Winston Hoyt) — вымышленный злодей, персонаж фильмов «Техасская резня бензопилой» (2003) и «Техасская резня бензопилой: Начало». Один из главных злодеев фильмов и сводный брат маньяка по прозвищу Кожаное лицо. Роль шерифа исполнил номинант на премию «Золотой глобус» актёр Р. Ли Эрми.

## История персонажа

### До основных событий
Немного известно о жизни Чарльза Хьюитта до событий фильма. Во время Корейской войны он попал в плен к противнику, где и стал каннибалом. Вернувшись домой, не смог адаптироваться к гражданской жизни, и когда округ, вымирающий из-за кризиса, опустел, он начал выдавать себя за шерифа, вылавливая и убивая проезжих. Хьюитт, вооружённый ружьём, убивает настоящего шерифа Уинстона Хойта, пытавшегося задержать его сводного брата Томаса, более известного, как Кожаное лицо, за убийство директора мясной фабрики. К тому времени, когда округ Трэвис начал пустеть, Хойт был единственным представителем закона. Чарли обладает авторитетом в семье и легко управляет Томасом. Именно он сподвиг Кожаное лицо на его первое убийство бензопилой. Заманивая жертв, Чарли использует свой статус шерифа, и ничего не подозревающие люди вынуждены повиноваться ему, боясь проблем с законом. Всех девушек и юношей Хойт считает «чёртовыми хиппи» и «обкуренными бездельниками» — он демонстрирует своё презрение, оскорбляя их: достаточно вспомнить его слова относительно девочки-самоубийцы в машине Кемпера.

### Фильмы
Впервые Хойт появляется в фильме 2003 года «Техасская резня бензопилой». Группа подростков подбирает на дороге девушку, которая странно ведёт себя, а затем убивает себя из пистолета прямо на глазах у ребят. Не подозревая, что девушка сбежала от Хьюиттов, герои следуют указаниями владелицы бензозаправки, Люды Мэй, матери Хойта и отправляются на заброшенную фабрику, где они якобы должны встретиться с шерифом. Когда Эрин и Кэмпер отправляются на соседнюю ферму за помощью, они встречаются со стариком в инвалидной коляске, который просит называть его просто «старик Монти». Тем временем, шериф Хойт встречается с остальными и забирает тело самоубийцы. Пока Монти отвлекает внимание Эрин, Кожаное лицо убивает Кемпера. Энди и Эрин отправляются на поиски Кэмпера, но парня хватает Кожаное лицо. Когда Эрин, Пеппер и их друг Морган остаются одни — вновь появляется шериф Хойт, который сначала издевается над Морганом, а затем увозит его на ферму. Кожаное лицо убивает Пеппер и гонится за Эрин, которая тоже вскоре оказывает на ферме Хьюиттов. В подвале она находит ещё живого, но страдающего Энди и вынуждена убить его. С удивлением, девушка обнаруживает, что Морган жив — они сбегают из подвала, но Моргана вскоре убивают. Шериф погибает в конце фильма, когда Эрин в исполнении актрисы Джессики Бил неоднократно переезжает его на полицейской машине.
В фильме «Техасская резня бензопилой: Начало» изображена та же схема заманивания людей в ловушку — зрители узнают о первых жертвах семьи каннибалов, а также некоторые подробности о самих маньяках. К примеру, вставные зубы, которые Хойт демонстрирует Моргану, понадобились после того, как Дин, один из героев приквела, начал бить его головой о крыльцо, в результате чего, Хойт потерял передние зубы. Кроме того, из продолжения становится известно, что Кожаное лицо — не родной сын Люды Мэй, а старик Монти — их с Хойтом дядя, брат Люды Мэй.

### Комиксы
После выхода фильмов было издано несколько серий комиксов, в которых также появляется шериф Хойт.
В комиксе под названием «Хойт собственной персоной» (англ. Hoyt by Himself), изданной компанией «WildStorm», шериф является главным действующим лицом. Комикс рассказывает о том, как во время Корейской войны Чарли попал в плен к человеку по имени сержант Чоу, который представлен в истории в качестве главного отрицательного персонажа. Чоу держит Хьюитта в лагере для военнопленных и кормит останками погибших солдат-соратников Чарли. Однажды Чарли убивает Чоу человеческой костью, сбегает из лагеря и через некоторое время возвращается домой. В Техасе Чарли обнаруживает свою семью бедствующей и умирающей от голода — тогда он уговаривает их начать питаться человечиной. Эту историю Чарли рассказывает, пытая одну из жертв у своего дома 7 мая 1972 года.
Хотя персонаж Хойта погиб в 1973 году, когда Эрин Хардести неоднократно переехала его на автомобиле, персонаж по имени Хэнк, проявляющий схожие с Хойтом черты, появляется в комиксах «WildStorm», действие которых происходит спустя несколько лет после ремейка. Хэнк — таинственный работник скотобойни, который убивает персонажей специального выпуска «Снято!» (англ. Cut!). Правосудие настигает Хэнка от руки агента ФБР Бэйнса, который является дядей Пеппер (одной из героинь ремейка), выслеживающего убийцу своей племянницы. Сильное внешнее сходство и модель поведения персонажа заставила некоторых поклонников считать, что это выживший шериф Хойт. Отвечая на вопрос относительно личности Хэнка, художник Уэс Крэйг отказался подтвердить или опровергнуть это предположение, но отметил, что при создании персонажа, сходство было сделано намеренно: «Это действительно мог быть Хойт, или его близнец, кто знает… Ладно, я знаю, но не скажу. Но он специально похож на Хойта».
В серии комиксов от издательства «Avatar Press» Хойт появляется в каждом выпуске, работая по накатанной схеме, согласно которой, он, пользуясь статусом шерифа, заманивает жертв на ферму Хьюиттов. Действие комиксов происходит между событиями ремейка и его приквела — между 1969 и 1973 годами. Хойт изображён настоящим садистом, пытающим и унижающим своих жертв, уверенного, что они «получили то, что заслужили». Примечательно, что члены семьи называют Хойта Джуниором (англ. Junior), то есть «Младшим».

## Критика и признание
Исполнитель роли, бывший военный, а ставший позднее актёром и ведущим, Р. Ли Эрми называл своего персонажа «маньяком-убийцей и сексуальным извращенцем»: «Это самый яркий, шокирующий и развлекательный персонаж из всех, кого я когда-либо играл».
Критика высоко оценила игру Эрми. Наряду с ролями в фильмах «Семь», «Уиллард», «Цельнометаллическая оболочка» и «История игрушек» роль шерифа Хойта названа одной из лучших ролей актёра по мнению сайта «IFC». Джефф Отто с сайта IGN пишет, что благодаря игре Эрми, шериф Хойт стал таким же «потрясающие запоминающимся злодеем, как и главная звезда фильмов — Кожаное лицо». Лидия Маслова в обзоре фильма для сайта журнала «Коммерсантъ» называет Р. Ли Эрми главной звездой фильма. В 2004 году журнал «Fangoria» присудил Эрми вторую премию «Chainsaw Award» в номинации «Лучший актёр второго плана».
В рамках продвижения ремейка, компания «McFarlane Toys» выпустила фигурку шерифа в серии «Movie Maniacs 7».